# 레슬매니아
레슬매니아(WrestleMania)는 WWE가 매년 3월 말 혹은 4월 초에 개최하는 사상 최대의 페이퍼뷰이다. 1985년 이래 계속해서 개최되고 있으며, WWE의 대표 행사로 자리잡고 있다. 이 행사에서는 평소의 WWE 방송에서는 보기 힘든 특별한 내용의 경기가 벌어지거나, 유명 인사들이 참여하기도 한다.

## 역대 레슬매니아
| 횟수 | 날짜            | 개최한 곳      | 경기장                              | 관중수      | 메인 이벤트 |
| ---- | --------------- | -------------- | ----------------------------------- | ----------- | --- |
| 1회  | 1985년 3월 31일 | 뉴욕           | 매디슨 스퀘어 가든                  | 19,121      | 헐크 호건 & 미스터 T vs. 로디 파이퍼 & 폴 온도프                                                                                    |
| 2회  | 1986년 4월 7일  | 유니언데일     | 나소 베터런스 메모리얼 콜리시엄     | 16,585      | 미스터 T vs. 로디 파이퍼 (복싱 매치)                                                                                                |
| 2회  | 1986년 4월 7일  | 로즈먼트       | 로즈먼트 호라이즌                   | 9,000       | 드림 팀 (그렉 발렌타인 & 브루투스 비프케익) vs. 브리티쉬 불독스 (데이비 보이 스미스 & 다이나마이트 키드) (WWE 월드 태그팀 챔피언쉽) |
| 2회  | 1986년 4월 7일  | 로스앤젤레스   | 로스앤젤레스 메모리얼 스포츠 아레나 | 14,500      | 헐크 호건 vs. 킹콩 번디 (스틸 케이지 매치, WWE 챔피언쉽)                                                                            |
| 3회  | 1987년 3월 29일 | 폰티액         | 실버돔                              | 93,173      | 헐크 호건 vs. 앙드레 더 자이언트 (WWE 챔피언쉽)                                                                                     |
| 4회  | 1988년 3월 27일 | 애틀랜틱시티   | 히스토릭 애틀랜틱시티 컨벤션 홀     | 18,165      | 랜디 새비지 vs. 테드 디비아시 (WWE 챔피언쉽 토너먼트 파이널)                                                                        |
| 5회  | 1989년 4월 2일  | 애틀랜틱시티   | 히스토릭 애틀랜틱시티 컨벤션 홀     | 18,946      | 랜디 새비지 vs. 헐크 호건 (WWE 챔피언쉽)                                                                                            |
| 6회  | 1990년 4월 1일  | 토론토         | 스카이돔                            | 67,678      | 헐크 호건 vs. 얼티밋 워리어 (WWE 챔피언쉽 & WWE 인터콘티넨탈 챔피언쉽)                                                              |
| 7회  | 1991년 3월 20일 | 로스앤젤레스   | 로스앤젤레스 메모리얼 스포츠 아레나 | 16,158      | 서전트 슬로터 vs. 헐크 호건 (WWE 챔피언쉽)                                                                                          |
| 8회  | 1992년 4월 5일  | 인디애나폴리스 | 후지어 돔                           | 62,167      | 헐크 호건 vs. 시드 저스티스 |
| 9회  | 1993년 4월 4일  | 라스베이거스   | 시저스 팰리스                       | 16,891      | 요코즈나 vs. 헐크 호건 (WWE 챔피언쉽)                                                                                               |
| 10회 | 1994년 3월 20일 | 뉴욕           | 매디슨 스퀘어 가든                  | 18,065      | 요코즈나 vs. 브렛 하트 (WWE 챔피언쉽)                                                                                               |
| 11회 | 1995년 4월 2일  | 하트퍼드       | 하트퍼드 시빅 센터                  | 16,305      | 뱀뱀 비글로우 vs. 로렌스 테일러 |
| 12회 | 1996년 3월 31일 | 애너하임       | 애로헤드 폰드                       | 18,853      | 브렛 하트 vs. 숀 마이클스 (60분 아이언 맨 매치, WWE 챔피언쉽)                                                                       |
| 13회 | 1997년 3월 23일 | 로즈먼트       | 로즈몬트 호라이즌                   | 18,197      | 사이코 시드 vs. 언더테이커 (NO DQ 매치, WWE 챔피언쉽)                                                                               |
| 14회 | 1998년 3월 29일 | 보스턴         | 플리트 센터                         | 19,028      | 숀 마이클스 vs. 스티브 오스틴 (WWE 챔피언쉽)                                                                                        |
| 15회 | 1999년 3월 28일 | 필라델피아     | 퍼스트 유니언 센터                  | 20,276      | 더 락 vs. 스티브 오스틴 (NO DQ 매치, WWE 챔피언쉽)                                                                                  |
| 16회 | 2000년 4월 2일  | 애너하임       | 애로 헤드폰드 오브 애너하임         | 18,034      | 트리플 H vs. 빅 쇼 vs. 믹 폴리 vs. 더 락 (일리미네이션 매치, WWE 챔피언쉽)                                                          |
| 17회 | 2001년 4월 1일  | 휴스턴         | 릴라이언트 애스트로돔               | 67,925      | 더 락 vs. 스티브 오스틴 (NO DQ 매치, WWE 챔피언쉽)                                                                                  |
| 18회 | 2002년 3월 17일 | 토론토         | 스카이돔                            | 68,237      | 크리스 제리코 vs. 트리플 H (WWE 통합 챔피언쉽)                                                                                      |
| 19회 | 2003년 3월 30일 | 시애틀         | 세이프코 필드                       | 54,097      | 커트 앵글 vs. 브록 레스너 (WWE 챔피언쉽)                                                                                            |
| 20회 | 2004년 3월 14일 | 뉴욕           | 매디슨 스퀘어 가든                  | 18,000      | 트리플 H vs. 숀 마이클스 vs. 크리스 벤와 (월드 헤비웨이트 챔피언쉽)                                                                 |
| 21회 | 2005년 4월 3일  | 로스앤젤레스   | 스테이플스 센터                     | 20,193      | 트리플 H vs. 바티스타 (월드 헤비웨이트 챔피언쉽)                                                                                    |
| 22회 | 2006년 4월 2일  | 로즈먼트       | 올스테이트 아레나                   | 17,159      | 존 시나 vs. 트리플 H (WWE 챔피언쉽)                                                                                                 |
| 23회 | 2007년 4월 1일  | 디트로이트     | 포드 필드                           | 80,103      | 존 시나 vs. 숀 마이클스 (WWE 챔피언쉽)                                                                                              |
| 24회 | 2008년 3월 30일 | 올랜도         | 플로리다 시트러스볼 스타디움        | 74,635      | 에지 vs. 언더테이커 (월드 헤비웨이트 챔피언쉽)                                                                                      |
| 25회 | 2009년 4월 5일  | 휴스턴         | 릴라이언트 스타디움                 | 72,744      | 트리플 H vs. 랜디 오턴 (WWE 챔피언쉽)                                                                                               |
| 26회 | 2010년 3월 28일 | 글렌데일       | 유니버시티 오브 피닉스 스타디움     | 72,219      | 언더테이커 vs. 숀 마이클스 (NO DQ 연승 vs. 경력 매치)                                                                               |
| 27회 | 2011년 4월 3일  | 애틀랜타       | 조지아 돔                           | 71,617      | 더 미즈 vs. 존 시나 (WWE 챔피언쉽)                                                                                                  |
| 28회 | 2012년 4월 1일  | 마이애미가든스 | 선오브비치 스타디움                 | 78,863      | 더 락 vs. 존 시나 |
| 29회 | 2013년 4월 7일  | 이스트러더퍼드 | 메트라이프 스타디움                 | 80,676      | 더 락 vs. 존 시나 (WWE 챔피언쉽) |
| 30회 | 2014년 4월 6일  | 뉴올리언스     | 메르세데스-벤츠 슈퍼돔              | 75,167      | 랜디 오턴 vs. 바티스타 vs. 대니얼 브라이언 (WWE 챔피언쉽)                                                                           |
| 31회 | 2015년 3월 29일 | 샌타클래라     | 리바이스 스타디움                   | 76,976      | 브록 레스너 vs. 로만 레인즈 vs. 세스 롤린스 (WWE 챔피언쉽)                                                                          |
| 32회 | 2016년 4월 3일  | 알링턴         | AT&T 스타디움                       | 101,763     | 트리플 H vs. 로만 레인즈 (WWE 챔피언쉽)                                                                                             |
| 33회 | 2017년 4월 2일  | 올랜도         | 캠핑 월드 스타디움                  | 75,245      | 언더테이커 vs. 로만 레인즈 (노 홀즈 바드 매치)                                                                                      |
| 34회 | 2018년 4월 8일  | 뉴올리언스     | 메르세데스-벤츠 슈퍼돔              | 78,133      | 브록 레스너 vs. 로만 레인즈 (WWE 유니버셜 챔피언쉽)                                                                                 |
| 35회 | 2019년 4월 7일  | 이스트러더퍼드 | 메트라이프 스타디움                 | 82,265      | 론다 라우시 vs. 샬럿 플레어 vs. 베키 린치 (WWE RAW 위민스 챔피언쉽 & WWE 스맥다운 위민스 챔피언쉽)                                  |
| 36회 | 2020년 4월 4일  | 올랜도         | WWE 퍼포먼스 센터                   | 무관중 경기 | 언더테이커 vs. A.J. 스타일스 (본야드 매치)                                                                                          |
| 36회 | 2020년 4월 5일  | 올랜도         | WWE 퍼포먼스 센터                   | 무관중 경기 | 브록 레스너 vs. 드루 매킨타이어 (WWE 챔피언쉽)                                                                                      |
| 37회 | 2021년 4월 10일 | 탬파           | 레이먼드 제임스 스타디움            | 25,675      | 사샤 뱅크스 vs. 비앙카 벨레어 (WWE 스맥다운 위민스 챔피언쉽)                                                                        |
| 37회 | 2021년 4월 11일 | 탬파           | 레이먼드 제임스 스타디움            | 25,675      | 로만 레인즈 vs. 에지 vs. 대니얼 브라이언 (WWE 유니버셜 챔피언쉽)                                                                    |
| 38회 | 2022년 4월 2일  | 알링턴         | AT&T 스타디움                       | 77,899      | 스티브 오스틴 vs. 케빈 오웬스 (노 홀즈 바드 매치)                                                                                   |
| 38회 | 2022년 4월 3일  | 알링턴         | AT&T 스타디움                       | 78,453      | 브록 레스너 vs. 로만 레인즈 (WWE 챔피언쉽 & WWE 유니버셜 챔피언쉽)                                                                  |
| 39회 | 2023년 4월 1일  | 잉글우드       | 소파이 스타디움                     | 80,497      | 디 우소스 vs. 케빈 오웬스 & 새미 제인 (통합 WWE 태그팀 챔피언쉽)                                                                    |
| 39회 | 2023년 4월 2일  | 잉글우드       | 소파이 스타디움                     | 81,395      | 로만 레인즈 vs. 코디 로즈 (통합 WWE 유니버셜 챔피언쉽)                                                                              |
| 40회 | 2024년 4월 6일  | 필라델피아     | 링컨 파이낸셜 필드                  | 72,543      | 더 락 & 로만 레인즈 vs. 세스 롤린스 & 코디 로즈                                                                                     |
| 40회 | 2024년 4월 7일  | 필라델피아     | 링컨 파이낸셜 필드                  | 72,755      | 로만 레인즈 vs. 코디 로즈 (블러드라인 룰스 매치, 통합 WWE 유니버셜 챔피언쉽)                                                        |
| 41회 | 2025년 4월 19일 | 패러다이스     | 얼리전트 스타디움                   | 61,467      | CM 펑크 vs. 로만 레인즈 vs. 세스 롤린스                                                                                             |
| 41회 | 2025년 4월 20일 | 패러다이스     | 얼리전트 스타디움                   | 63,226      | 코디 로즈 vs. 존 시나 (통합 WWE 챔피언쉽)                                                                                           |

## 같이 보기
- WWE 페이퍼뷰
- 스타케이드
- 노멤버 투 리멤버
- 임팩트 레슬링 바운드 포 글로리